# EXA (Spiegelreflexkamera)

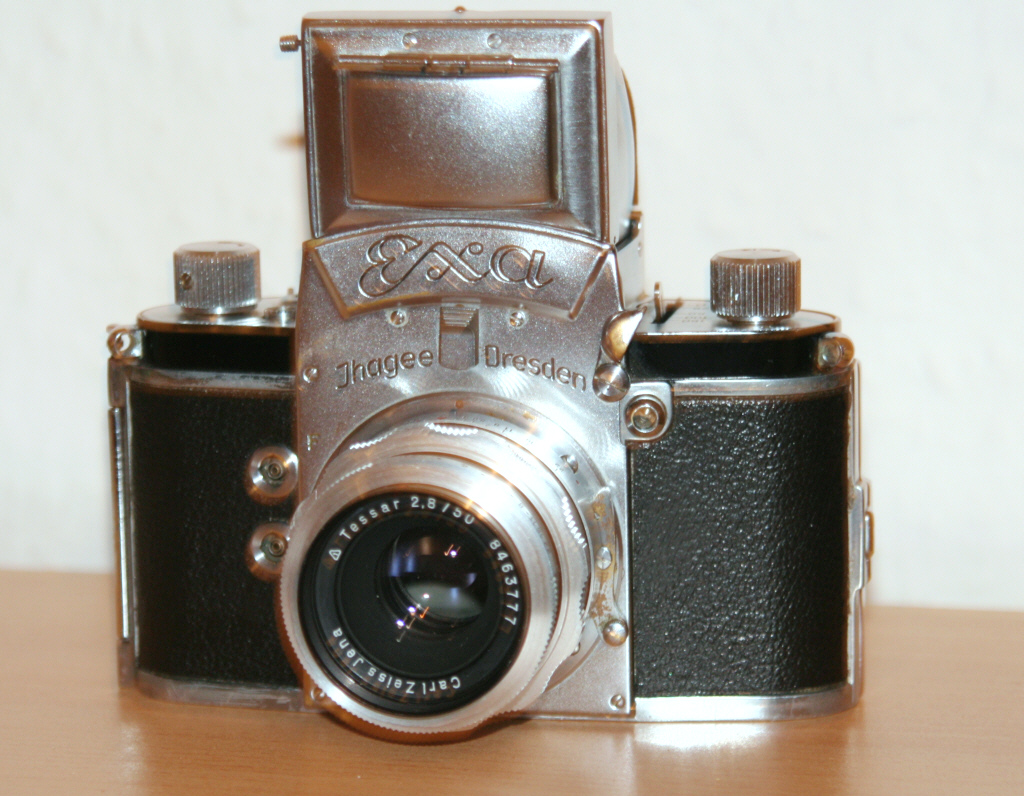
Exa Version 4, eines der ersten EXA-Modelle

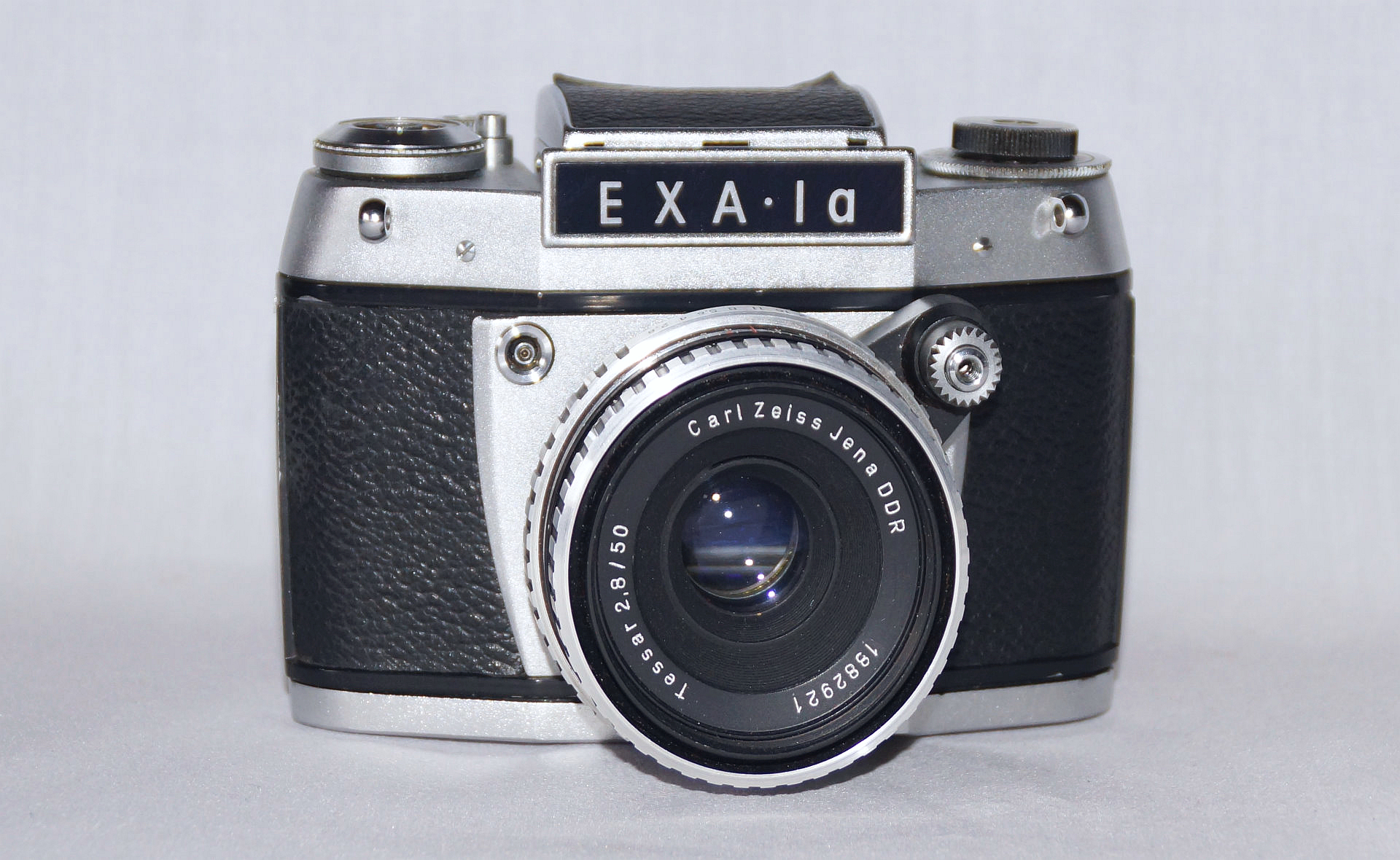
EXA 1a mit Zeiss Tessar 50 mm 1:2,8

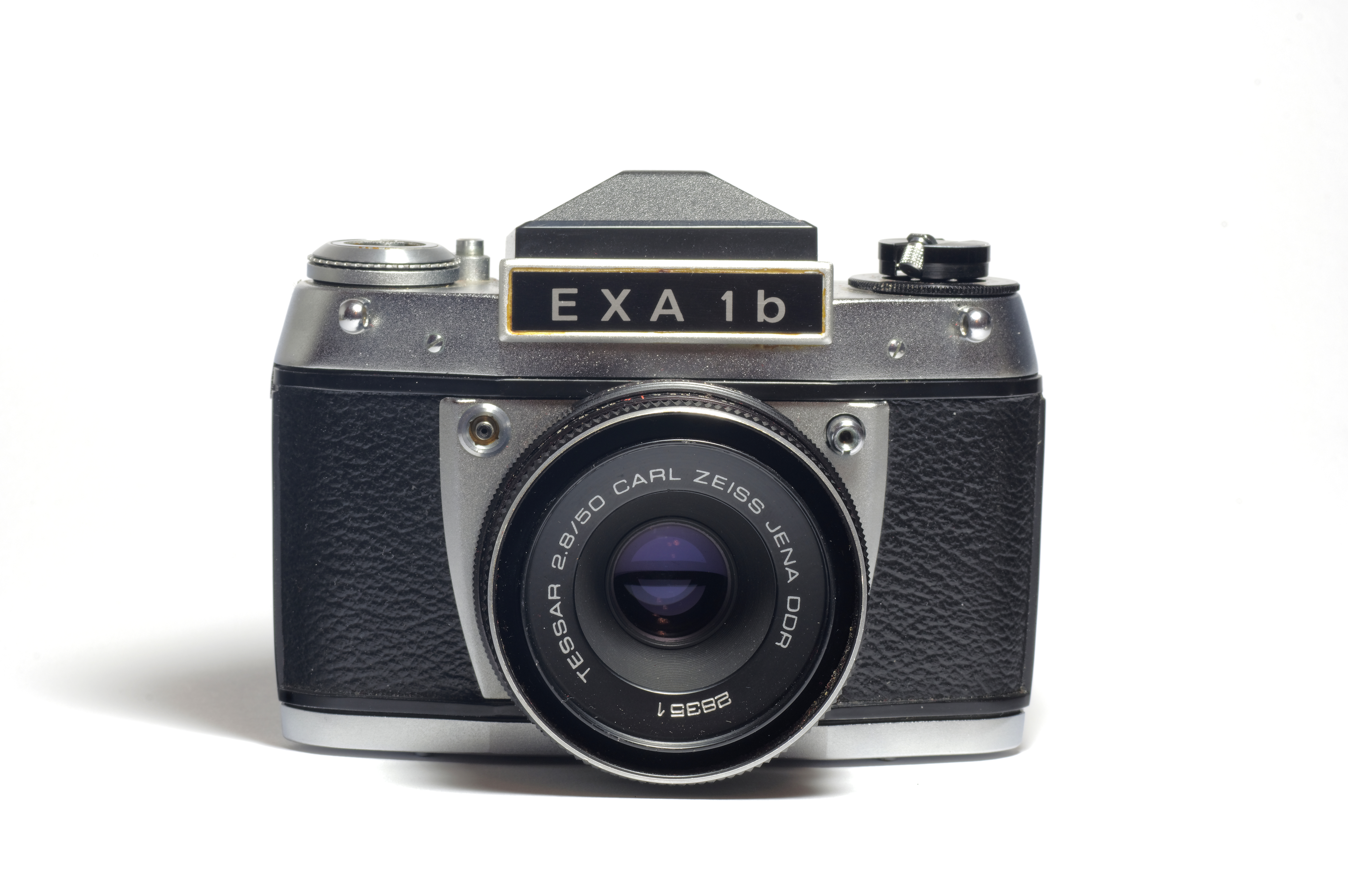
EXA 1b mit Carl Zeiss Tessar 50 mm 1:2,8 von Carl Zeiss Jena, mit optional als Zubehör zu erwerbenden Pentaprismensucher

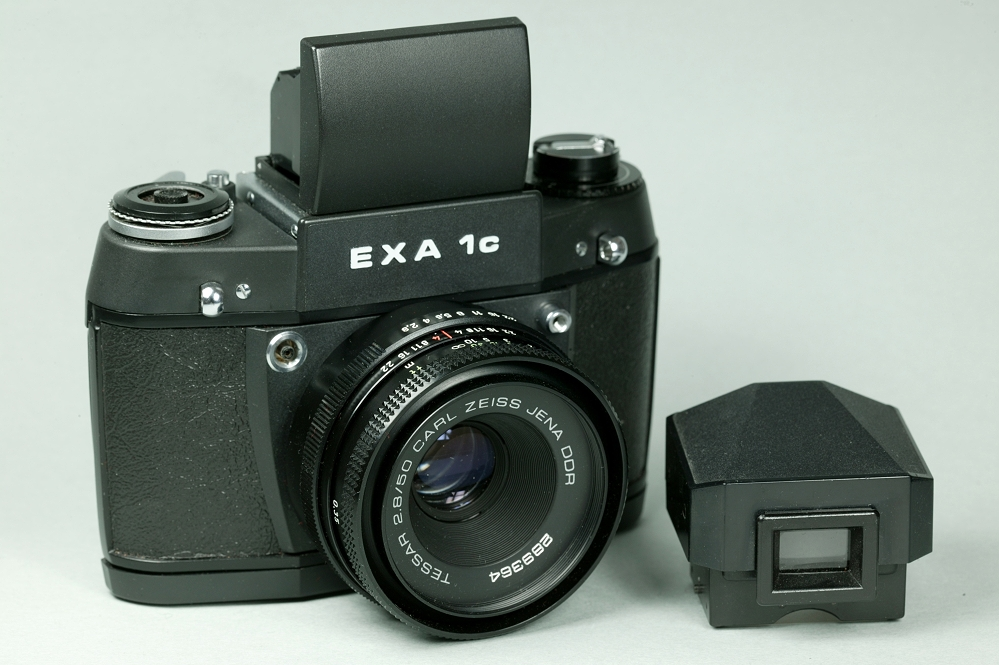
Exa 1c

EXA ist eine Baureihe einfacher Spiegelreflexkameras aus dem Ihagee-Werk in Dresden, das 1936 mit der bekannten „Kine Exakta“ die erste Kleinbild-Spiegelreflexkamera der Welt herstellte.
Die EXA-Kameras sind vollmechanische und sehr robuste Kameras. Die Produktion begann 1949 und endete 1990. Es wurden fast 1 Million EXA hergestellt. Das höherwertige Schwestermodell ist die Exakta. Während 1973 im Zuge der Fusion von Ihagee und Pentacon auf die Produktion der EXAKTA zugunsten der Praktica-Baureihe verzichtet wurde, stellten die EXA-Modelle bis 1990 die Einstiegsmodelle ambitionierter Amateurfotografen in der DDR dar.
Es gibt die Modelle EXA 0, I, Ia, Ib und Ic sowie die Exa II, IIa, IIb und IIc. Die Exa 500 ist eine abgerüstete Variante der Exakta und hat einen fest eingebauten Prismensucher sowie einen Tuchschlitzverschluss mit Verschlusszeiten bis 1/500 s. Einen eingebauten Belichtungsmesser gibt es bei den Exa-Varianten nicht. Es können jedoch die Belichtungsmesser-Aufsätze für die Exakta auch an den meisten Exa-Kameras verwendet werden. Die EXA ist mit Lichtschacht oder Prisma ausgestattet. Die meisten Modelle haben insgesamt mit Wechselsuchern, wechselbaren Einstellscheiben bzw. Fresnellinsen einen hohen Ausstattungsstandard, wie er heute nur im Bereich der Profitechnik anzutreffen ist.
Alle Exa-I-Kameras haben einen einfachen Klappverschluss. Dieser Klappverschluss hat eine minimale Verschlusszeit von lediglich 1/175 s. Er ist daher für das Fotografieren schneller Bewegungen ungeeignet. Durch den Klappverschluss sind außerdem langbrennweitige Objektive oder lange Auszugsverlängerungen zwar nutzbar; es muss jedoch hingenommen werden, dass bestimmte Bildbereiche abgeschattet werden. Die Exa II und die Exa 500 haben hingegen einen vertikal ablaufenden Tuchschlitzverschluss, der diese Probleme vermeidet. Die EXA-II-Versionen haben Belichtungszeiten bis 1/250 s.
Die meisten EXA-Kameras verwenden zum Anschluss der Wechselobjektive das „Exakta“-Bajonett. Nur die Modelle Exa Ib und 1c sind mit dem M42-Gewindeanschluss ausgerüstet. Das M42-System findet sonst unter anderem bei Kameras und Objektiven von Pentacon, Dresden, oder bei der Contax von Zeiss Ikon Verwendung. Die Exa-Modelle mit M42-Anschluss bieten die Möglichkeit, das Exakta-Wechselsucher-System mit den zahlreichen Objektiven für diesen weitgehend herstellerübergreifend verwendeten Universalanschluss zu kombinieren.